# قوة ذكية

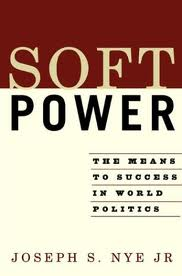

القوة الذكية (بالإنجليزية: Smart power)‏ أحد المصطلحات المتعلقة بالعلاقات الدولية، يشير المصطلح إلى مزيج من استراتيجيات القوة الصلبة واستراتيجيات القوة الناعمة. ويعرّفه مركز الدراسات الإستراتيجية والدولية بأنه «منهج يؤكد ضرورة وجود جيش قوي، لكنه يستثمر أيضًا بكثافة في التحالفات والشراكات والمؤسسات من جميع المستويات لتوسيع نفوذ الأطراف وإثبات شرعية أفعلها».
جوزيف ناي، مساعد وزير الدفاع السابق لشؤون الأمن الدولي في عهد إدارة كلينتون ومؤلف العديد من الكتب حول إستراتيجية القوة الذكية، يشير إلى أن الاستراتيجيات الأكثر فاعلية في السياسة الخارجية اليوم تتطلب مزيجًا من موارد القوة الصلبة واللينة. توظيف القوة الصلبة فقط أو القوة الناعمة فقط في موقف معين عادة ما يكون غير كافٍ. ويستخدم «ناي» في ذلك مثال الإرهاب، ويعتقد أن مكافحة الإرهاب تتطلب إستراتيجية قوة ذكية. ويعتبر من جهته بأن مجرد استخدام موارد القوة الناعمة لتغيير قلوب وعقول حكومة طالبان سيكون غير فعال لأنه يحتاج بالضرورة اللجوء لعنصر القوة.
لا بد في تطوير العلاقات مع العالم الإسلامي من موارد القوة الذكية، إذ إن استخدام القوة الصلبة قد يكون له آثار مضرة. يقول تشستر آرثر كروكر إن القوة الذكية «تشمل الاستخدام الاستراتيجي للدبلوماسية، والإقناع، وبناء القدرات، وفرض القوة والنفوذ بطرائق فعالة من ناحية التكلفة ولها مشروعية سياسية واجتماعية»؛ لا سيما في اشتراك القوة العسكرية وجميع أشكال الدبلوماسية الأخرى.

## الأصول
ما يزال أصل مصطلح «القوة الذكية» محل جدال ولكنه يُعزى إلى سوزان نوسل وجوزيف ناي.
يُعزى وضع مصطلح «القوة الذكية» إلى سوزان نوسل، وهي نائب السفير هولبروك في الأمم المتحدة أثناء فترة حكم كلينتون، إذا استعملته في مقالة لها عن الشؤون الخارجية عنوانها «القوة الذكية: استعادة الدولية اللبرالية» في 2004. انتقدت في مقالتها في «سي إن إن» إدارة ترامب من ناحية سياستها الخارجية ضيقة الرؤية التي تهمل استخدام كل من القوة الناعمة والقوة الصلبة. وكتبت: «يبدو ترامب غافلًا عن القيمة الكبيرة لما سماه جوزيف ناي «القوة الناعمة» التي تأتي من إبراز الجوانب الجذابة من المجتمع الأمريكي والشخصية الأمريكية خارج البلاد. لا يبالي ترامب أيضًا بمفهومه عن «القوة الذكية»، أو ضرورة استخدام نطاق واسع من الأدوات في إدارة الدولة، من الدبلوماسية إلى دعم مشاركة القطاع الخاص إلى التدخل العسكري».
ولكن، يدعي جوزيف ناي أنه هو من وضع مفهوم القوة الذكية عام 2003 «ليواجه المفهوم الخاطئ الذي يقول إن القوة الناعمة وحدها تنتج سياسة خارجية فعالة». ابتكر ناي هذا المصطلح حتى يسمي بديلًا لسياسة إدارة بوش الخارجية التي تقودها القوة الصلبة. يشير ناي إلى أن إستراتيجية القوة الذكية تعني القدرة على الجمع بين القوة الصلبة والقوة الناعمة اعتمادًا على معرفة أيهما أكثر فعالية في موقف معين. ويقول إن كثيرًا من المواقف تتطلب القوة الناعمة، ومع هذا، ففي قضية إيقاف برنامج كوريا الشمالية النووي مثلًا، يبدو أن القوة الصلبة أكثر فعالية من القوة الناعمة. وبتعبير صحيفة الفايننشال تايمز، «حتى تربح الولايات المتحدة السلم، فلا بد أن تظهر قدرة في استخدام القوة الناعمة تضاهي قدرتها في استعمال القوة الصلبة حتى تربح الحرب». تُعنى القوة الذكية بالتعددية، وتعزز السياسة الخارجية.
يجادل ناي بأن الخطة الناجحة لاستعمال القوة الذكية في الولايات المتحدة في القرن الحادي والعشرين لن تركز على تعظيم القوة أو الحفاظ على الهيمنة، بل «ستجد سبلًا تجمع بها الموارد في استراتيجيات ناجحة في السياق الجديد لانتشار القوة و«نهضة بقية الدول»». لا بد لاستراتيجية القوة الذكية الناجحة أن تجيب على هذه الأسئلة: 1) أي الأهداف أو النتائج أفضل؟ 2) ما الموارد المتاحة في كل سياق؟ 3) ما هي المواقف والتفضيلات لأهداف محاولات فرض النفوذ؟ 4) أي أشكال القوة أقرب للنجاح؟ 5) ما احتمال النجاح؟

## نبذة تاريخية

### المملكة المتحدة
منذ فترة باكس بريتانيكا (السلام البريطاني) (1815–1914) وظفت المملكة المتحدة مزيجًا من النفوذ والإكراه في العلاقات الدولية.

### الولايات المتحدة
نشأ مصطلح القوة الذكية في العقد الماضي، ولكن مفهوم القوة الذكية له جذور أقدم في تاريخ الولايات المتحدة، وهو فكرة شائعة في العلاقات الدولية اليوم.
- 1901: صرح الرئيس ثيودور روزفلت: «تحدث برفق واحمل عصا كبيرة».
- 1948: بدأت الولايات المتحدة برامج قوة ناعمة سلمية كبرى تحت ظل قانون سميث موندت، وتضمنت هذه البرامج بث المعلومات وتبادلها عبر العالم من أجل محاربة نفوذ الاتحاد السوفييتي.
- 1991: تحدد انتهاء الحرب الباردة بسقوط جدار برلين الذي سقط نتيجةً لمزج القوة الناعمة بالقوة الصلبة. استُخدمت القوة الصلبة في الحرب الباردة من أجل ردع العدوان السوفييتي، أما القوة الناعمة فاستعملت لمحاربة الإيمان بالشيوعية. قال جوزيف ناي: «عندما أٌسقِط جدار برلين أخيرًا، لم يسقطه قصف المدفعية، بل أسقطته مطارق الذين فقدوا إيمانهم بالشيوعية وجرافاتهم».[13]
- 2004: وضع جوزيف ناي مصطلح «القوة الذكية» في كتابه «القوة الناعمة: وسيلة النجاح في عالم السياسة». وكتب فيه: «القوة الذكية ليست ناعمة أو صلبة؛ فهي تحقق الخاصيتين معًا». استعملت المحللة سوزان نوسل مصطلح «القوة الذكية» في مقالة في مجلة الشؤون الخارجية. في رأي نوسل، «تعني القوة الذكية معرفة أن يد الولايات المتحدة المباشرة ليست دائمًا أفضل الأدوات؛ بل تتعزز المصالح الأمريكية بتجنيد الآخرين لتحقيق أهداف الولايات المتحدة».
- 2007: انتُقدت إدارة بوش في ضوء أحداث 11 سبتمبر والحرب في العراق لأنها تركز كثيرا على إستراتيجية القوة الصلبة. لمواجهة إستراتيجية القوة الصلبة هذه، أصدر مركز الدراسات الدولية والاستراتيجية «لجنة القوة الذكية» لإدخال مفهوم القوة الذكية في النقاش الدائر حول المبادئ التي ينبغي أن تقود مستقبل السياسة الأمريكية الخارجية بعد أحداث 11 سبتمبر والحرب في العراق. يحدد التقرير خمس مناطق لتركز عليها الولايات المتحدة: التحالفات، والتطور العالمي والدبلوماسية العامة، والتكامل الاقتصادي، والتكنولوجيا، والابتكار. يقول التقرير إن هذه الأهداف الخمسة تحدد السياسة الخارجية الذكية وتساعد في تحقيق الولايات المتحدة هدفها «تفوق أمريكا وكيلًا للخير».
- 2009: أصدر مركز الدراسات الاستراتيجية والدولية تقريرًا ثانيًا سُمي «الاستثمار في التعددية الجديدة» ليعالج مفهوم القوة الذكية في العلاقات الدولية. أشار هذا التقرير إلى الأمم المتحدة بوصفها أداة للقوة الذكية للولايات المتحدة. يمكن للولايات المتحدة بالتعاون مع الأمم المتحدة أن تكون الرائدة في تنشيط تعددية الأطراف في المجتمع الدولي في القرن الحادي والعشرين.[14]
- 2009: أصبحت القوة الذكية في فترة حكم إدارة أوباما أهم المبادئ في سياسته الخارجية. عممت هيلاري كلينتون هذا المفهوم عند موافقة مجلس الشيوخ على تعيينها وزيرةً للخارجية في 13 يناير 2009:

علينا أن نستعمل ما بات يُعرف بالقوة الذكية، وهي النطاق الكامل للأدوات التي في متناولنا؛ الدبلوماسية، والاقتصادية، والعسكرية، والسياسية، والقانونية، والثقافية؛ باختيار الوسيلة الصحيحة، أو باستخدام مجموعة من الوسائل في كل موقف. ستكون الدبلوماسية، باستخدام القوة الذكية، على رأس أولويات السياسة الخارجية.
كان كلٌّ من جوزيف ناي وسوزان نوسل داعمًا لتشجيع كلينتون لمبدأ القوة الذكية، لأن هذا التشجيع سيعمم استعمال القوة الذكية في السياسة الخارجية الأمريكية. رافق هذا التعميم تزايد في استعمال المصطلح، إذ وصفه ديفيد إغناتيوس بأنه «صار عبارة مبتذلة يُقصد بها القوة ما بين الصلبة والناعمة».
- 2010: نادت «أول مراجعة أربعيّة (تجري كل أربع سنوات) للدبلوماسية والتنمية» المُعنوَنة «القيادة بالقوة المدنية» بتطبيق إستراتيجية القوة الذكية من خلال القيادة المدنية.[16]
- 2011: نادى خطاب أوباما في مايو 2011 حول الشرق الأوسط وشمال أفريقيا باستراتيجية قوة ذكية تجعل التنمية عمودًا ثالثًا لسياسته الخارجية، إلى جانب الدفاع والدبلوماسية.[17]